# Zwei Leben für Europa – Gustav Stresemann und Aristide Briand
Zwei Leben für Europa – Gustav Stresemann und Aristide Briand ist ein deutscher Dokumentar-Fernsehfilm des Regisseurs Gordian Maugg aus dem Jahr 2022. Erzählt werden die Bemühungen der Außenminister Gustav Stresemann (1878–1929) und Aristide Briand (1862–1932), Deutschland und Frankreich nach dem Ersten Weltkrieg 1918 in eine friedvolle Zukunft und in ein geeintes Europa zu führen. In den Hauptrollen sind Ulrich Gebauer, Michael Mendl und Annika Olbrich zu sehen.

## Handlung
Deutschland und Frankreich haben aufgrund ihrer kriegerischen Vergangenheit gegeneinander ein schwieriges Verhältnis. Nach dem Ersten Weltkrieg beginnen der deutsche  Außenminister Gustav Stresemann und der französische Premier- und Außenminister Aristide Briand
über Gespräche und Verhandlungen die Feindschaft der beiden Länder zueinander zu beenden. In nachinszenierten Bildern und mittels Archivaufnahmen werden die beiden Staatsmänner bei diesen schwierigen Verhandlungen gezeigt. Damit gelang ihnen am Ende eine Basis für die friedvolle Zukunft ihrer Länder. 1926 bekommen Aristide Briand und Gustav Stresemann dafür den Friedensnobelpreis verliehen.

## Hintergrund
Produziert wurde der Dokumentarspielfilm von Tag/Traum Filmproduktion GmbH  im Auftrag des Norddeutschen Rundfunks und Arte. Die Dreharbeiten fanden von Juni bis Juli 2021 auf Schloss Bückeburg, in Hannover und in Wangels statt. Die Erstausstrahlung erfolgte auf Arte am 31. Mai 2022.